# Profilowanie sejsmiczne
Profilowanie sejsmiczne – identyfikacja wielkoskalowych struktur geologicznych na podstawie analizy przebiegu fal sejsmicznych (najczęściej sztucznie wywołanych). Polega głównie na analizie obrazów horyzontów i refleksów sejsmicznych.